# Воронцово-Николаевский район (Ставропольская губерния)
Воронцово-Николаевский район — административно-территориальная единица, существовавшая в Ставропольской губернии РСФСР в 1923—1924 годах.
Административный центр — с. Торговое (б. Воронцово-Николаевское).

## История
Воронцово-Николаевский район образован из состава упразднённого Белоглинского уезда Ставропольской губернии на основании постановления Президиума ВЦИК от 5 ноября 1923 года.
В состав Воронцово-Николаевского района вошли бывшие волости Белоглинского уезда: Воронцово-Николаевская, Сысоево-Александровская, Богородицкая, Кручёно-Балковская, Развиленская, Поливянская, Николаевская, Ивановская, Сандатовская, Берёзовская, Романовская, Эсто-Хагинская,  Ново-Егорлыкская, Бараниковская, Ново-Манычская, Екатериновская, Шаблиевская и Немецко-Хагинская.
В январе-феврале 1924 года все 18 перечисленных волостей, вошедших в состав Воронцово-Николаевского района были преобразованы в сельсоветы.
В соответствии с постановлением президиума ВЦИК от 2 июня 1924 года Воронцово-Николаевский район был передан в состав Сальского округа Юго-Востока России из Ставропольской губернии.